# Río Sajama
Río Sajama är ett vattendrag i Bolivia.   Det ligger i departementet Oruro, i den västra delen av landet, 400 km väster om huvudstaden Sucre.
Omgivningarna runt Río Sajama är i huvudsak ett öppet busklandskap. Trakten runt Río Sajama är nära nog obefolkad, med mindre än två invånare per kvadratkilometer.